# Четвёртое измерение в литературе
Четвёртое измерение в литературе — творческий приём введения в изображаемый мир темы дополнительных измерений пространства или близкой к ней темы параллельных миров. Данный приём, расширяющий художественные возможности автора, стал популярен в фантастической, мистической и философской литературе с конца XIX века.

Развёртка тессеракта из рассказа «Дом, который построил Тил»

Герберт Уэллс, одним из первых описавший путешествие во времени, во многих других своих произведениях затронул также и невидимые измерения пространства: «Чудесное посещение», «Замечательный случай с глазами Дэвидсона», «Хрустальное яйцо», «Украденное тело», «Люди как боги», «История Платтнера». В последнем рассказе человек, выброшенный катастрофой из нашего мира и затем вернувшийся, претерпевает пространственное отражение — например, сердце у него оказывается с правой стороны. Владимир Набоков описал аналогичное изменение пространственной ориентации в романе «Смотри на арлекинов!» (1974). Представляет большой интерес роман Андрея Белого «Котик Летаев» (1918), в котором только что родившийся главный герой не столько видит, сколько ощущает мир вокруг себя как абстрактное четырёхмерное пространство.В научной фантастике второй половины XX века четвёртое измерение использовали такие крупные писатели, как Айзек Азимов, Артур Кларк, Фредерик Пол, Клиффорд Саймак и многие другие. Создание четырёхмерного тессеракта лежит в основе сюжета рассказа Роберта Хайнлайна «And He Built a Crooked House», названного в русском переводе «Дом, который построил Тил».
Валерий Брюсов в 1924 году написал стихотворение «Мир N измерений».
В мистической литературе четвёртое измерение нередко описывается как обиталище демонов или душ умерших. Эти мотивы встречаются, например, у Джорджа Макдональда (роман «Лилит»), в нескольких рассказах Амброза Бирса, в рассказе А. П. Чехова «Тайна». В романе Дж. Конрада и Ф. М. Форда «Наследники» (The Inheritors, 1901) обитатели четвёртого измерения пытаются захватить нашу Вселенную.